# Dargaïta
La dargaïta és un mineral de la classe dels silicats, que pertany al grup de l'arctita.

## Característiques
La dargaïta és un nesosilicat de fórmula química BaCa₁₂(SiO₄)₄(SO₄)₂O₃. Va ser aprovada com a espècie vàlida per l'Associació Mineralògica Internacional l'any 2015. Cristal·litza en el sistema trigonal. Es tracta de l'anàleg de bari deficient en fluor de la nabimusaïta, amb la qual forma una sèrie de solució sòlida. Forma part del grup de la nabimusaïta, juntament amb aquesta espècie que dona nom al grup, a l'aradita i a la zadovita. Químicament és similar a la gazeeveïta i a la wenkita.

## Formació i jaciments
Va ser descoberta a la formació d'Hatrurim, a Cisjordània, Palestina. Es tracta de l'únic indret on ha estat trobada aquesta espècie mineral.